# Заволжское муниципальное образование (Пугачёвский район)
Заволжское муниципальное образование — сельское поселение в Пугачёвском районе Саратовской области Российской Федерации.
Административный центр — посёлок Заволжский.

## История
Статус и границы сельского поселения установлены Законом Саратовской области от 27 декабря 2004 года № 89-ЗСО «О муниципальных образованиях, входящих в состав Пугачёвского муниципального района».

## Население
| 2010  | 2011  | 2012  | 2013  | 2014  | 2015  | 2016  |
| ----- | ----- | ----- | ----- | ----- | ----- | ----- |
| 4502  | ↘4484 | ↘4405 | ↘4314 | ↘4216 | ↗4220 | ↘4174 |
| 2017  | 2018  | 2019  | 2020  | 2021  |       |       |
| ↘4110 | ↘4052 | ↘3949 | ↘3897 | ↗4008 |       |       |

## Состав сельского поселения
| № | Населённый пункт | Тип населённого пункта          | Население |
| - | ---------------- | ------------------------------- | --------- |
| 1 | Берёзово         | село                            | ↘1249     |
| 2 | Варваровка       | село                            | ↗119      |
| 3 | Заволжский       | посёлок, административный центр | ↘2092     |
| 4 | Иргиз            | железнодорожная станция         | ↘267      |
| 5 | Каменка          | село                            | ↗775      |